# Geschützter Landschaftsbestandteil Magerweide bei Leitmar
Der Geschützte Landschaftsbestandteil Magerweide bei Leitmar mit einer Flächengröße von 1,58 ha liegt nördlich von Leitmar im Stadtgebiet von Marsberg. Das Gebiet wurde 2008 mit dem Landschaftsplan Marsberg durch den Kreistag des Hochsauerlandkreises als Geschützter Landschaftsbestandteil (LB) ausgewiesen. Der LB ist umgeben vom Landschaftsschutzgebiet Freiflächen um Leitmar. Der LB liegt nahe am Dorfrand.

## Beschreibung
Der Landschaftsplan führt zum LB aus: „Es handelt sich um eine flachgründige Kuppe nördlich von Leitmar, deren ost- und südexponierte Hanglagen früher von einem relativ flächengroßen Magergrünland eingenommen wurden. Aktuell ist ein großer Teil dieser artenreichen Grünlandgesellschaft verbuscht bzw. aufgeforstet; die Magerrasen sind auf Teilflächen in der Mitte und am Südrand reduziert. Zur Erhaltung ihrer Bedeutung für den Arten- und Biotopschutz sollten diese Bereiche durch eine extensive Grünlandnutzung gepflegt, möglichst sogar durch Zurückdrängen des Gehölzaufwuchses stabilisiert werden. Allemal wirkt aber die Kuppe, deren Ortsbezug noch durch eine Kapelle am Südrand betont wird, gliedernd und belebend im Bild der umgebenden, intensiver genutzten Feldflur.“

## Schutzzweck
Die Ausweisung als LB erfolgte:
- Zur Erhaltung, Entwicklung oder Wiederherstellung der Leistungs- und Funktionsfähigkeit des Naturhaushaltes
- Zur Belebung, Gliederung oder Pflege des Orts- und Landschaftsbildes
- Zur Abwehr schädlicher Einwirkungen

Das LB stellt, wie die anderen LBs im Landschaftsplangebiet, einen herausragenden Lebensraum für die ökologischen Leistungsfähigkeit des Naturhaushaltes dar. Dient ferner als landschaftsgliederndes und -belebendes Element. Die Ausweisung dient der Abwehr realer oder potenzieller schädlicher Einwirkungen durch Pflanzenentnahme, Relief- oder Gewässerveränderungen usw.